# Jersey Road Race 1950
Jersey Road Race 1950 je bila neprvenstvena dirka Formule 1 v sezoni 1950. Odvijala se je 12. julija 1950.

## Dirka
| Poz | Št | Dirkač                                     | Moštvo                               | Konstruktor   | Krogi | Čas/Odstop      | Št. m. |
| --- | -- | ------------------------------------------ | ------------------------------------ | ------------- | ----- | --------------- | ------ |
| 1   | 10 | Peter Whitehead                            | Peter Whitehead                      | Ferrari       | 50    | 1.56:02,6       | 2      |
| 2   | 5  | Reg Parnell                                | Scuderia Ambrosiana                  | Maserati      | 54    | +1 krog         | 7      |
| 3   | 3  | Toulo de Graffenried                       | Enrico Platé                         | Maserati      | 54    | +1 krog         | 5      |
| 4   | 11 | Bob Gerard                                 | Bob Gerard                           | ERA           | 54    | +1 krog         | 3      |
| 5   | 15 | Brian Shawe-Taylor                         | Brian Shawe-Taylor                   | ERA           | 54    | +1 krog         | 6      |
| 6   | 18 | Geoffrey Crossley                          | Geoffrey Crossley                    | Alta          | 51    | +4 krogi        | 17     |
| 7   | 14 | Graham Whitehead                           | Graham Whitehead                     | ERA           | 51    | +4 krogi        | 18     |
| 8   | 19 | Joe Kelly                                  | Joe Kelly                            | Alta          | 51    | +4 krogi        | 9      |
| 9   | 16 | Joe Ashmore                                | David Hampshire                      | ERA           | 50    | +5 krogov       | 13     |
| 10  | 21 | Charles Mortimer                           | A.A. Baring                          | HWM-Alta      | 50    | +5 krogov       | 16     |
| 11  | 9  | Toni Branca                                | Vicomtesse de Walckiers              | Simca-Gordini | 50    | +5 krogov       | 15     |
| 12  | 8  | Duncan Hamilton Philip Fotheringham-Parker | D. Hamilton & P. Fotheringham-Parker | Maserati      | 49    | +6 krogov       | 12     |
| Ods | 6  | David Hampshire                            | Sucderia Ambrosiana                  | Maserati      | 23    | Motor           | 1      |
| Ods | 22 | Bill Aston                                 | Bill Aston                           | Cooper-JAP    | 19    | Bat             | 14     |
| Ods | 23 | Bill Merrick                               | Bill Merrick                         | Cooper-JAP    | 10    | Bat             | 19     |
| Ods | 7  | David Murray                               | Sucderia Ambrosiana                  | Maserati      | 10    | Motor           | 11     |
| Ods | 12 | Cuth Harrison                              | Cuth Harrison                        | ERA           | 9     | Uplinjač        | 4      |
| Ods | 4  | Prince Bira                                | Enrico Platé                         | Maserati      | 7     | Motor           | 10     |
| Ods | 17 | Tony Rolt                                  | Rob Walker Racing Team               | Delage        | 2     | Motor           | 8      |
| DNS | 24 | Sid Logan                                  | Sid Logan                            | Cooper-JAP    |       |                 | (20)   |
| DNQ | 20 | Archie J. Butterworth                      | A.J. Butterworth                     | A.J.B.-Steyr  |       |                 | -      |
| DNS | 17 | Jack Playford                              | Rob Walker Racing Team               | Delage        |       | Rezervni dirkač | -      |
| DNS | 21 | Alister Baring                             | A.A. Baring                          | HWM-Alta      |       | Rezervni dirkač | -      |
| DNA | 1  | Louis Chiron                               | Officine Alfieri Maserati            | Maserati      |       |                 | -      |
| DNA | 2  | Franco Rol                                 | Officine Alfieri Maserati            | Maserati      |       |                 | -      |
| DNA | 9  | Leslie Brooke                              | Leslie Brooke                        | Maserati      |       |                 | -      |